# 조선민주주의인민공화국 1부류축구련맹전
조선민주주의인민공화국 1부류축구련맹전은 조선민주주의인민공화국 축구 리그 중 최상위 레벨에 해당하는 축구 리그이다. 2017년에 리그전 방식과 현재의 명칭으로 새롭게 개편되었다. 현재 조선민주주의인민공화국 축구 2부 리그 사이의 승강제는 실시하지 않는다.

## 역사
1960년 기술혁신경기대회가 모태이고, 2010년부터 최상급축구련맹전으로 명칭을 변경하고 리그전 개념을 도입한 것으로 알려져 있다.
북한 소식통은 "2010년 최상급축구련맹전 1차 대회는 2월 20일부터 3월 22일까지 개최되었고 지난해 경기성적들을 종합한데 기초하여 국내에서 최상급으로 선정된 남자 9개팀, 여자 8개 축구팀이 참가하였으며","2010년 최상급축구련맹전 5차 대회는 남자 10개팀, 여자 8개팀이 참가하였다."고 보도하고 있다.덧붙여 "2015년 국내축구련맹전에서는 리명수체육단이 국내축구련맹전의 첫 대회로 운영된 만경대상체육경기대회 1급 남자축구경기에서 5번째로 되는 우승을 거두었다." 고 보도하고 있다.
결국 위 기사들의 보도 내용을 토대로 리그 시스템을 추리해보면 최상급축구련맹전은 전세계 축구계에서 보편적으로 운영하는 팀수가 고정된 독립된 리그전이 아니고, 만경대상 체육경기대회 축구 종목, 백두산상 체육경기대회 축구 종목, 보천보홰불상 체육경기대회 축구 종목, 오산덕상 체육경기대회 축구 종목, 공화국선수권대회 축구 종목 등 여러 국내 축구 대회들을 각각 1차 대회, 2차 대회 등으로 활용하여 6차 대회까지 연결시켜 조합시키고 이것을 통틀어 "최상급축구련맹전"이라고 칭하는 새로운 리그전 개념이 들어간 대회를 만든 것으로 추정된다.
2016년 10월, 국내 언론들이 AFC의 보도 자료를 인용하여 "북한이 2017년 3개의 디비전으로 나뉘는 새 리그를 만들 계획을 하고 있다"라는 내용을 담은 기사를 보도했다.
실제로, 2017년에 전세계 축구계에서 보편적으로 운용되는 홈 앤드 어웨이 시스템을 동반한 리그전 형태의 축구 리그가 시작되었으며 리그 명칭은 조선민주주의인민공화국 1부류축구련맹전으로 그리고 연말에 개막하여 다음해 10월 정도에 종료가 되는 추춘제로 진행되며 형식상은 홈 앤드 어웨이를 지향하지만 실질적으로는 거의 모든 경기가 평양 내 경기장에서 치러지는 것으로 알려져 있다.
2017년부터 리그에서 좋은 성적을 거둔 팀들에 대해 대륙컵에 나가게 되었다. 2017년 AFC컵에는 4.25체육단과 기관차체육단이 본선에 진출했다. 하지만 2020년 AFC컵에서는 단 한 팀도 출전하지 않았다.

## 구단

### 2019–20 시즌
| 클럽           | 연고지     | 스타디움         | 소속                      |
| -------------- | ---------- | ---------------- | ------------------------- |
| 압록강체육단   | 평양직할시 | 양각도축구경기장 | 인민보안성                |
| 4.25체육단     | 평양직할시 | 양각도축구경기장 | 인민무력성                |
| 홰불체육단     | 보천군     | 홰불경기장       | 김일성-김정일주의청년동맹 |
| 제비체육단     | 평양직할시 | 평양시경기장     | 인민군 공군               |
| 기관차체육단   | 신의주시   | 신의주경기장     | 철도성                    |
| 경공업성체육단 | 평양직할시 | 평양시경기장     | 경공업성                  |
| 평양시체육단   | 평양직할시 | 김일성경기장     | 조선로동당                |
| 리명수체육단   | 사리원시   | 사리원경기장     | 인민보안성                |
| 려명체육단     | 평양직할시 | 김일성경기장     | 인민무력성                |
| 소백수체육단   | 평양직할시 | 양각도축구경기장 | 인민무력성                |
| 선봉체육단     | 라선특별시 | 라진경기장       | 로농적위군                |
| 월미도체육단   | 김책       | 김책경기장       | 문화성                    |

## 우승 기록

### 기술혁신경기대회
- 1960년부터 1984년까지 우승 기록은 알려져 있지 않음
- 1985년: 4·25체육단
- 1986년: 4·25체육단
- 1987년: 4·25체육단
- 1988년: 4·25체육단
- 1989년: 찬동자체육단
- 1990년: 4·25체육단
- 1991년: 평양시체육단
- 1992년: 4·25체육단
- 1993년: 4·25체육단
- 1994년: 4·25체육단
- 1995년: 4·25체육단
- 1996년: 기관차체육단
- 1997년: 기관차체육단
- 1998년: 기관차체육단
- 1999년: 기관차체육단
- 2000년: 기관차체육단
- 2001년: 압록강체육단
- 2002년: 4·25체육단
- 2003년: 4·25체육단
- 2004년: 평양시체육단
- 2005년: 평양시체육단
- 2006년: 압록강체육단
- 2007년: 평양시체육단
- 2008년: 압록강체육단
- 2009년: 평양시체육단

### 최상급축구련맹전
- 2010년: 4.25체육단
- 2011년: 4.25체육단
- 2012년: 4.25체육단
- 2013년: 4.25체육단
- 2014년: 홰불체육단
- 2015년: 4.25체육단
- 2016년: 기관차체육단
- 2017년: 4.25체육단

### 1부류축구련맹전
- 2017–18시즌: 4.25체육단
- 2018–19시즌: 4.25체육단
- 2020-21시즌: 려명체육단
- 2021-22시즌: 4.25체육단
- 2022-23시즌: 4.25체육단